# Вайи-сюр-Содр (кантон)
Вайи́-сюр-Содр (фр. Vailly-sur-Sauldre) — кантон во Франции, находится в регионе Центр, департамент Шер. Входит в состав округа Бурж.
Код INSEE кантона — 1828. Всего в кантон Вайи-сюр-Содр входят 11 коммун, из них главной коммуной является Вайи-сюр-Содр.

## Коммуны кантона
| Коммуна        | Население, чел. (1999) | Почтовый индекс | Код INSEE |
| -------------- | ---------------------- | --------------- | --------- |
| Ассиньи        | 167                    | 18260           | 18014     |
| Барльё         | 363                    | 18260           | 18022     |
| Вайи-сюр-Содр  | 806                    | 18260           | 18269     |
| Вильженон      | 245                    | 18260           | 18284     |
| Дампьер-ан-Кро | 239                    | 18260           | 18084     |
| Жар            | 505                    | 18260           | 18117     |
| Конкрессо      | 214                    | 18260           | 18070     |
| Ле-Нуайе       | 266                    | 18260           | 18168     |
| Сюблиньи       | 303                    | 18260           | 18256     |
| Сюри-э-Буа     | 315                    | 18260           | 18259     |
| Ту             | 75                     | 18260           | 18264     |

## Население
Население кантона на 1999 год составляло 3 498 человек.
| 1962  | 1968  | 1975  | 1982  | 1990  | 1999  | 2006 | 2007 |
| ----- | ----- | ----- | ----- | ----- | ----- | ---- | ---- |
| 4 064 | 4 628 | 4 067 | 3 880 | 3 763 | 3 498 | -    | -    |